# Danske Naturparker
Danske Naturparker er en mærkningsordning for naturparker, som Friluftsrådet, i samarbejde med en række offentlige myndigheder og landsdækkende foreninger, opretter for større sammenhængende naturområder med lokal eller regional betydning. En naturpark er et område, hvor beskyttelse og benyttelse af naturen kombineres, så der er plads til både natur og mennesker.
Friluftsrådet definerer Naturparker således:
| Citat | Naturparker er større sammenhængende landskaber af regional betydning. De vil ofte indeholde naturområder af national og international betydning. De er velafgrænsede med stor landskabelig skønhed, naturrigdom og kulturhistorisk værdi. De repræsenterede landskaber er karakteristiske for landets forskellige egne og bør nyde særlig beskyttelse af hensyn til nuværende og kommende generationer. | Citat |
|       | |       |

## Oprettelse
For at få mærkningen skal der laves en naturparkplan og en projektbeskrivelse, der sikrer at alle 10 kriterier for mærkningsordningen er opfyldt , og at den er forvaltningsmæssigt forankret i områdets kommuneplaner. Det første af de 10 kriterier er at minimum 50 % af naturparkens areal skal være beskyttet natur.
En ansøgning vurderes af en nationalkomité, som er sammensat af en række myndigheder og naturorganisationer.
En mærkning gælder i 5 år og herefter kan der søges om fornyelse bl.a. ved at lave en ny naturparkplan.
Mærkningsordningen blev lanceret i 2013, og efter at have arbejdet med en række pilotprojekter åbnede Danmarks første naturpark på Vestsjælland, Naturpark Åmosen 25. april 2014..

## Naturparker i Danmark
- Naturpark Åmosen på Vestsjælland har et arel på ca. 8000 ha, og strækker sig fra Storebælt til Store Åmose mellem Sorø og Kalundborg.
- Naturpark Vesterhavet er et 22.500 hektar stort areal bestående af et 9 kilometer bredt bælte langs kysten mellem Blåvandshuk og Nymindegab. [6]
- Naturpark Maribosøerne er et søområde med i alt 1140 hektar vandspejl . De fire søer Søndersø, Røgbølle Sø, Hejrede Sø og Nørresø, der er omkranset af store skov- og moseområder. [7][8]
- Naturpark Amager er på 3.500 hektar og består af Amager- og Kalvebod Fælled, Kongelunden og Sydamagers kystlandskab.[9]
- Naturpark Nakskov Fjord ligger længst mod vest på Vestlolland, og er en 12 km dyb fjord med hele ti store og små øer samt en 7,5 km lang krumodde kaldet Albuen[10].
- Naturpark Mølleåen er det nye navn på den tidligere Naturparken mellem Farum og Slangerup / Farum Naturpark, som 9/12 2016 blev mærket/certificeret af Danske Naturparkers Nationalkommité / Friluftsrådet. [11]
- Naturpark Lillebælt blev godkendt 18. december 2017 af friluftsrådet [12]. Den omfatter området fra spidsen af Trelde Næs og ned gennem Kolding kommune til Hejlsminde Nor og over Lillebælt til Wedellsborg i Middelfart Kommune på Fyn, og hele vejen op langs vandet til Båring Vig på nordkysten af Fyn. [13].
- Naturpark Randers Fjord er omkring den 28 km lange flodmunding for Danmarks længste å, Gudenåen. Naturparken blev officielt godkendt den 1. februar 2018, efter at have været pilotnaturpark siden 2014. [14]
- Naturpark Nissum Fjord blev oprettet på opfordring fra Nissum Fjord Netværket i maj 2016. Naturparken strækker sig over 22.670 ha omkring Nissum Fjord og er den tredje største naturpark. Naturparken blev godkendt 12. december 2018.[15]
- Naturpark Tolne er Danmarks tiende og nordligste naturpark og indvies 12. oktober 2019. Parkens grundelement er den fredede del af Tolne Skov og den følger naturligt den gamle kystskrænt hvorfra der er udsigt til Skagens Odde. Naturpark Tolne har et areal på 2.440 hektar.[16]
- Naturpark Christiansø øst for Bornholm omfatter 1.256 ha, hvoraf kun 35 ha er på land, og udgøres af de to små beboede klippeøer Christiansø og Frederiksø. Efter fem år som pilotnaturpark blev den godkendt som Naturpark i december 2019.[17]
- Naturpark Nordals blev 16. december 2020 godkendt som naturpark. Naturparken dækker et område på 1.928 hektar, der strækker sig fra Stegsvig i vest til Nordborg Sø i øst, og som mod syd går ned til området ved Bundsø.[18]
- Naturpark Flyndersø - Sønder Lem Vig (optaget april 2023) [19][20]

### Pilotprojekter
- Pilotnaturpark Ringsted[21]

## Eksterne kilder og henvisninger
1. ↑  "Danske Naturparker – Hvordan kommer vi i gang?" (PDF). Arkiveret fra originalen (PDF) 10. februar 2018. Hentet 9. februar 2018.
2. ↑  "De ti kriterier". Arkiveret fra originalen 10. februar 2018. Hentet 9. februar 2018.
3. ↑  "Naturpark pilotprojektet 2009-2012". Arkiveret fra originalen 28. februar 2014. Hentet 2. april 2016.
4. ↑  Første Danske Naturparker er mærket Arkiveret 14. juni 2015 hos  Wayback Machine friluftsraadet.dk 25. april 2014
5. ↑  Naturpark Åmosen
6. ↑  naturparkvesterhavet.dk/
7. ↑  naturparkmaribo.dk/
8. ↑  "Kort over området" (PDF). Arkiveret fra originalen (PDF) 14. april 2016. Hentet 2. april 2016.
9. ↑  Om Naturpark Amager på naturstyrelsen.dk
10. ↑  Naturpark Nakskov Fjords websted
11. ↑  Naturpark Mølleåen optaget i Danske Naturparker Arkiveret 23. december 2016 hos  Wayback Machine fnv.dk 20. december 2016
12. ↑  Lillebælt udnævnt til Naturpark Arkiveret 10. februar 2018 hos  Wayback Machine friluftsraadet.dk 18.december 2017
13. ↑  Om Naturpark Lillebælt Arkiveret 14. april 2016 hos  Wayback Machine på naturparklillebaelt.dk
14. ↑  Randers Fjord udnævnt til Naturpark Arkiveret 10. februar 2018 hos  Wayback Machine friluftsraadet.dk 2. februar 2018
15. ↑  Nissum Fjord - ny naturpark under Danske Naturparker Pressemeddelelse friluftsraadet.dk 13. december 2018
16. ↑  Om Naturpark Tolne Arkiveret 10. oktober 2019 hos  Wayback Machine på hjoerring.dk hentet 10. oktober 2019
17. ↑  Nordals Naturpark godkendt som ny naturpark Pressemeddelelse 18. december 2019 på friluftsraadet.dk
18. ↑  Naturpark Nordals godkendt som ny naturpark 16. december 2020
19. ↑  Naturpark Flyndersø - Sønder Lem Vig Arkiveret 26. december 2023 hos  Wayback Machine om pilotprojektet på skive.dk
20. ↑  Projekt Naturpark Flyndersø Arkiveret 6. september 2016 hos  Wayback Machine på skive.dk
21. ↑  Danmark får to nye pilotnaturparker Arkiveret 26. september 2020 hos  Wayback Machine 20. marts 2020 på klimanyt.dk

- Om Danske Naturparker Arkiveret 13. april 2016 hos  Wayback Machine på friluftsraadet.dk